# Fototoksyczność
Fototoksyczność, właściwości fotouczulające – cecha niektórych substancji chemicznych polegająca na powodowaniu zwiększonej wrażliwości komórek na promieniowanie świetlne. Reakcja toksyczna występuje, gdy skóra zostanie poddana ekspozycji na promieniowanie UV lub światło widzialne po uprzednim miejscowym lub ogólnoustrojowym podaniu substancji chemicznej o właściwościach fototoksycznych. Fototoksyczność może być efektem ubocznym działania niektórych leków. Niekiedy cecha ta jest wykorzystywana w celach leczniczych lub kosmetycznych.

## Negatywny aspekt fototoksyczności
Fototoksyczność leków może być istotnym powikłaniem terapii. Właściwości fotouczulające mają na przykład niektóre zioła (m.in. drzewo sandałowe, dziurawiec zwyczajny), trójcykliczne leki przeciwdepresyjne (np. imipramina, amitryptylina, dezipramina), niektóre leki przeciwarytmiczne (np. chinidyna oraz amiodaron), cytostatyki, pochodne fenotiazyny, niesteroidowe leki przeciwzapalne (ketoprofen, piroksykam), leki przeciwmalaryczne (chlorochina, hydroksychlorochina) i niektóre grupy antybiotyków (m.in. tetracykliny, chinolony). Pod wpływem tych leków, z powodu dużego wzrostu wrażliwości skóry na promieniowanie słoneczne, może dochodzić do silnych oparzeń. W związku z tym w trakcie terapii lekami fotouczulającymi należy używać odpowiednich filtrów przeciwsłonecznych i unikać słońca. Wrażliwość na słońce utrzymuje się do kilku dni po zaprzestaniu terapii.

## Pozytywny aspekt fototoksyczności
Fototoksyczność wykorzystuje się do leczenia niektórych schorzeń skóry np. bielactwa oraz w nowoczesnej terapii przeciwnowotworowej (w terapii fotodynamicznej). W leczeniu bielactwa wykorzystuje się furanokumaryny obecne między innymi w owocach aminka większego. Poddana działaniu aminka skóra produkuje większe ilości melaniny.
Przeciwnowotworowa terapia fotodynamiczna polega na uczulaniu komórek rakowych substancjami fototoksycznymi, a następnie naświetlaniu ciała promieniowaniem podczerwonym, bezpiecznym dla zdrowych tkanek, a toksycznym dla komórek rakowych, uczulonych substancją fototoksyczną.